# Mouni Abderrahim
Pour les articles homonymes, voir Abderrahim.
Mouni Abderrahim (née le 19 novembre 1985 à Béjaïa) est une joueuse algérienne de volley-ball. Elle mesure 1,71 m et joue réceptionneuse-attaquante .

## Club
club actuel :  MBB Bejaïa
 club précédent :  ASW Béjaïa

## Palmarès
- 2009 championne d'Afrique avec l'équipe nationale d'Algérie.